# Su Yung
Vannarah Riggs (ur. 30 czerwca 1989 w Seattle) – amerykańska wrestlerka i modelka, występująca pod pseudonimem ringowym Su Yung. Od 2018 pracuje w Impact Wrestling, gdzie jest dwukrotną Impact Knockouts Championką. Karierę zawodniczą rozpoczęła w 2007, rywalizuje od tego czasu w licznych federacjach sceny niezależnej. W latach 2010–2011 walczyła w federacji rozwojowej WWE, Florida Championship Wrestling (FCW), pod pseudonimem Vannah i Sonia.

## Kariera wrestlerki

### Początek kariery i scena niezależna (od 2007)
W 2007, po przeprowadzce do Memphis, Riggs postanowiła zostać wrestlerką. Trenowała w miejscowej szkółce pod okiem Billa Dundee’ego i Kevina White’a. Pierwsze kroki stawiała w Memphis Wrestling Jerry’ego Lawlera, Global Championship Wrestling, po czym rozpoczęła występy w organizacjach wrestlingu na obszarze całych Stanów Zjednoczonych. Ponadto walczyła także w Kanadzie, Wielkiej Brytanii, Japonii i Meksyku. Wśród najważniejszych federacji można wymienić: Shine Wrestling, Shimmer Women Athletes, Stardom, Ice Ribbon, Evolve. Od tego czasu zdobyła szereg tytułów mistrzowskich: dwukrotnie ACW American Joshi Championship, Ironman Heavymetalweight Championship, FEST Wrestling Championship, Girl Fight Championship, ICW Women’s Championship, Kaiju Double Danger Tandem Championship z Hell Monkey, MLW Championship, PW2.0 Women’s Championship, Queens of Combat Championship, Kaimana Women’s Championship i WSU Spirit Championship.

### Florida Championship Wrestling (2010–2011)
Riggs podpisała kontrakt rozwojowy z WWE w maju 2010. Zadebiutowała jako Vannah w Florida Championship Wrestling, federacji rozwojowej WWE, podczas show zorganizowanego 18 września 2010. Pełniła rolę konferansjera wspólnie z Mattem Martlaro. Wkrótce jej pseudonim ringowy został zmieniony na Sonia. Debiut ringowy zanotowała 2 grudnia, przegrywając z AJ Lee, po czym głównie walczyła w Tag Team match’ach. 8 lipca 2011 uczestniczyła w Three Way matchu o FCW Divas Championship, wygranym przez Aksanę; trzecią uczestniczką walki była Naomi. Riggs została zwolniona z kontraktu rozwojowego 8 sierpnia 2011.

### Impact Wrestling (od 2018)

#### Rywalizacja z Allie i panowanie mistrzowskie (2018–2019)
Su Yung wystąpiła po raz pierwszy w Impact Wrestling w trzeciej edycji One Night Only: Knockouts Knockdown 2015 (1 lipca; nagrano 15 lutego), ulegając Taryn Terrell. Jej oficjalny debiut w federacji nastąpił 22 marca 2018, kiedy to, obierając rolę złego charakteru, sprzymierzyła się z Braxtonem Sutterem przeciwko jego dawnej partnerce, Allie, i zaatakowała ją. Dwa tygodnie później przegrała pojedynek z rywalką w wyniku dyskwalifikacji, ponieważ użyła przeciwko niej niedozwolonego przedmiotu. Zawodniczki spotkały się na Impact Wrestling Redemption (22 kwietnia), gdzie Allie obroniła Impact Knockouts World Championship. Po meczu Sutter oświadczył się towarzyszce, lecz ta sfrustrowana odrzuciła propozycję i zaatakowała go. W ten sposób współpraca Yung i Suttera zakończyła się. 26 kwietnia ponownie zaatakowała Allie, próbując wraz z „nieumarłymi druhnami” umieścić ją w trumnie, lecz na pomoc protagonistce przybyła Rosemary. W następnym odcinku Impactu! Yung wspólnie ze swoimi pomocniczkami wrzuciła Rosemary do trumny na oczach bezradnej Allie, po czym 17 maja spaliła ciało „The Demon Assassin”. Na Impact Wrestling: Under Pressure (31 maja) wrestlerka pokonała Allie w Last Rites matchu, zamknęła ją w trumnie, jednocześnie została nową Impact Knockouts Championką.
Yung obroniła tytuł mistrzowski przeciwko Katarinie na Impact Wrestling One Night Only: Zero Fear (6 czerwca) i wspólnej gali Impact Wrestling i Rise Wrestling, Rise 9: Rise of the Knockouts (7 lipca), przeciwko Sarayi Knight w Falls Count Anywhere matchu. Pod koniec czerwca zaatakowała wraz z druhnami nową pretendentkę do tytułu kobiecego, Madison Rayne, jednak powracająca Allie wzięła górę nad napastniczkami. 5 lipca obie protagonistki pokonały Yung i jedną z jej podopiecznych w Tag Team matchu. W następnych tygodniach wrestlerka zaczęła wykorzystywać swoje paranormalne moce przeciwko Rayne, wtłaczając w jej głowę niepokojące i złowieszcze wizje. Na Slammiversary XVI (22 lipca) obroniła tytuł mistrzowski przeciwko Rayne, po czym wraz z druhnami umieściła ją w trumnie. Wobec tego wydarzenia Allie i Kiera Hogan zapowiedziały, że powstrzymają działania „The Undead Bride”, aby nie skrzywdziła już żadnej Knockoutki. 2 sierpnia protagonistki wygrały z nią walkę drużynową, następnie Allie zwyciężyła Yung 16 sierpnia w wyniku dyskwalifikacji, gdy została zaatakowana przez Tessę Blanchard. Na Impact Wrestling: Redefined (30 sierpnia) trzy zawodniczki spotkały się w Three Way matchu, z którego zwycięsko wyszła Blanchard, zostając nową mistrzynią Knockoutek.
Su Yung przegrała 6 września walkę rewanżową z Tessą Blanchard o Impact Knockouts Championship, wobec czego postanowiła zamknąć rywalkę w trumnie. Jej plany pokrzyżowało przybycie Allie i Kiery Hogan. 27 września protagonistki pokonały ją i The Undead Maid of Honor w Tag Team matchu, natomiast 4 października Yung zamknęła Hogan w trumnie, mimo że Allie starała się przerwać całe zdarzenie. „The Undead Bride” nie udało się zatrzymać Hogan w Undead Realm, ponieważ Allie zeszła do zaświatów podczas Bound for Glory (14 października) i, dzięki poświęceniu Rosemary, zdołała uwolnić przyjaciółkę. Su Yung i jej protegowany, James Mitchell, przeciągnęli rywalkę, którą zaczęła coraz bardziej pochłaniać ciemność, na swoją stronę. Obie zwróciły się przeciwko Kierze Hogan, po czym do rywalizacji 3 stycznia 2019 włączyła się Jordynne Grace. Na Impact Wrestling Homecoming (6 stycznia) Yung i Dark Allie pokonały przeciwniczki. Antagonistki postanowiły włożyć Hogan do trumny, lecz wcześniej wyłoniła się z niej Rosemary i skonfrontowała się z napastniczkami. Paranormalne działania Rosemary sprawiły, że Su Yung i Allie zaczęły przegrywać kolejne indywidualne bądź drużynowe pojedynki z Hogan i Grace. Następnie „The Demon Assassin” przyjęła propozycję Jamesa Mitchella, według której jeśli wrestlerka wygra specjalny pojedynek odzyska swoją towarzyszkę, a w razie porażki przejdzie na stronę Mitchella. W Dark War Tag Team matchu, rozegranym 8 marca, Rosemary, Hogan i Grace zwyciężyły Dark Allie, Su Yung i The Undead Maid of Honor, i zabrały ze sobą przyjaciółkę. Widząc, że zdobyła tylko cielesną powłokę, Rosemary udała się do zaświatów, aby odzyskać duszę sojuszniczki. W czasie walki Yung zadała śmiertelny cios Allie, która oddała życie w obronie „The Demon Assassin”.

#### Rywalizacja z Rosemary i Havok (2019–2020)
Su Yung i Rosemary stawiły sobie czoło 12 kwietnia w pojedynku, który zakończył się bez rozstrzygnięcia. W pomeczowej bójce Yung i „nieumarłe druhny” były lepsze od rywalki oraz interweniującej Kiery Hogan. Zawodniczka straciła jedną ze swoich podopiecznych, gdy Rosemary pokonała The Undead Maid of Honor i uwięziła ją. Yung udało się uratować towarzyszkę tydzień później, gdy interweniowała w walce rywalki z Kierą Hogan. 17 maja odbył się Demon’s Collar match, w którym Rosemary zwyciężyła „The Undead Bride”, po czym założyła na jej szyję obrożę z długim łańcuchem. James Mitchell próbował porozumieć się w sprawie uwolnienia podopiecznej, lecz dopiero po ataku jego i powracającej do federacji Havok na Rosemary podczas jej matchu z Tayą Valkyrie o Impact Knockouts Championship, udało im się oswobodzić Yung z niewoli. Relacje między Havok i Yung stawały się coraz bardziej napięte po niefortunnych interwencjach w rywalizacji z Rosemary i Valkyrie. Na Slammiversary XVII (7 lipca) Valkyrie obroniła mistrzostwo w Monster’s Ball matchu przeciwko trzem wspomnianym wrestlerkom. W dalszych tygodniach Yung i Havok toczyły spór, który zakończył się porażką „The Undead Bride” w No Disqualification matchu oraz powieszeniem jej przez rywalkę na klatce schodowej za pomocą stryczka.
Su Yung powróciła 29 października jako Susie w odmienionej postaci, bez umalowanej twarzy, w białej sukience oraz w stanie amnezji. James Mitchell próbował wykorzystać tę sytuację dla własnych celów, ale działania Rosemary, polegające na przywróceniu jej dawnej postaci i przywróceniu pamięci, odniosły pozytywny skutek. „The Demon Assassin” wierzyła, że w ten sposób Allie zostanie wskrzeszona, lecz tak się nie stało. Yung wywarła zemstę na swoich towarzyszach, wysłała Jamesa Mitchella do Undead Realm po uduszeniu go, natomiast Havok umieściła w trumnie. Dwa tygodnie później Mitchell zaaranżował pojedynek obu Knockoutek w świecie zmarłych, aby oszukać je i wysłać na pustkowia Undead Realm. Dzięki pomocy Rosemary zemściły się na swoim przełożonym, po czym został on przeniesiony do miejsca, podobnego do nieba.

#### Susie (2020)
Pod koniec marca powróciła jako Susie, świadoma tego, że jako Su Yung przerażała ludzi i krzywdziła ich. W maju nawiązała przyjaźń z Kylie Rae i sprzymierzyły się, gdy Kiera Hogan i Tasha Steelz zastraszyły je i pobiły. Doprowadziło to do meczu drużynowego, rozegranego 2 czerwca, w którym musiały uznać wyższość antagonistek. W odcinku Impactu! z 23 marca przegrała pojedynek z Tayą Valkyrie, następnie została zaatakowana przez zwyciężczynię. Rae przybyła jej z pomocą. Dwa tygodnie później zwyciężyły Valkyrie i Rosemary w walce drużynowej. Na Slammiversary (18 lipca) wzięła udział w wygranym przez Rae Gauntlet for the Gold o miano pretendentki do walki o Impact Knockouts World Championship. Od końca lipca do początku września Susie uczestniczyła w reality show Wrestle House. We wrześniu zaczęła pomagać towarzyszce w jej rywalizacji z Impact Knockouts Championką, Deonną Purrazzo. 15 września pokonały mistrzynię i jej sojuszniczkę, Kimber Lee, w Tag Team matchu, natomiast tydzień później samodzielnie pokonał Lee. Na Victory Road (3 października) uległa Purrazzo, która po meczu złamała jej rękę. Dodatkowo mistrzyni z pomocą Lee powstrzymały Rae przed udzieleniem pomocy i zmusiły ją do oglądania cierpienia Susie.
Na Bound for Glory (24 października) powróciła jako Su Yung w odpowiedzi na otwarte wyzwanie Deonny Purrazzo pod nieobecność Kylie Rae. Pokonała mistrzynię Knockoutek, zdobywając tytuł po raz drugi w karierze. 3 listopada przegrała z rywalką w wyniku dyskwalifikacji (uderzyła ją krzesłem) w pojedynku o tytuł mistrzowski, co według zasad oznaczało, że Impact Knockouts Championship należało nadal do Yung. Następnie na gali Turning Point (14 listopada) straciła wyróżnienie po porażce z Purrazzo w No Disqualification matchu. W odcinku Impactu! z 24 listopada Susie i Su Yung pojawiły się jednocześnie, po czym ostatnia z nich zaatakowała mistrzynię i jej sojuszniczkę, Kimber Lee. Tydzień później rywalki we współpracy z dawnym protegowanym Su Yung, Jamesem Mitchellem, pomogły mu porwać ją, aby ten znów przemienił ją w Susie.

#### Susan (od 2021)
W odcinku Impactu! z 5 stycznia 2021 Mitchell ujawnił, że jego rytuał nie powiódł się do końca. Su Yung przybrała nową postać – Susan. Tydzień później zawodniczka pomogła Deonnie Purrazzo zaatakować Rosemary przy ringu, dzięki czemu Kimber Lee pokonała Tayę Valkyrie.

## Charakterystyka zawodniczki

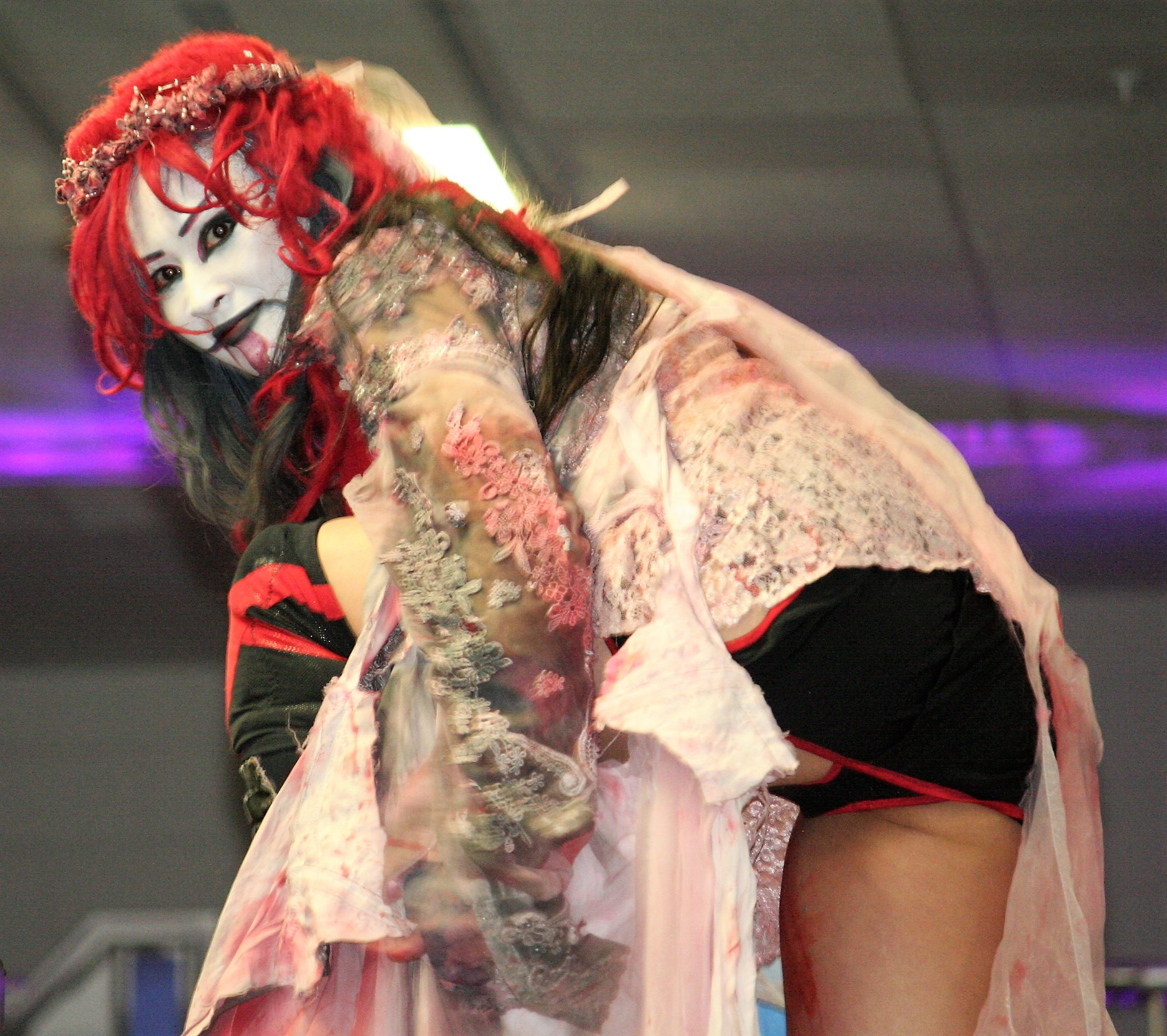
Su Yung w 2016

W pierwszych latach kariery Su Yung odgrywała postaci dziewczyny, która lubi walczyć lub żuć gumę. Nosiła wygodne stroje, często inspirując się japońską kulturą zakładała do nich kimono. Po kilku latach przybrała gimmick „The Undead Bride”, paranormalnej postaci ubranej w krótką białą koronkową sukienkę, pokrytą materiałem wyglądającym jak krew. Jej twarz jest pomalowana na biało, z czerwonym malunkiem wokół ust, co może symbolizować pewien rodzaj zombizmu. Jej włosy są pokryte białą substancją. Niecodzienny wygląd oraz moce paranormalne mają służyć wzbudzaniu lęku wśród przeciwników. Preferuje techniczny styl walki. Posługuje się akcją kończącą Panic Switch, ponadto charakterystycznymi dla niej atakami są: Asian Mist, Forearm Smash, Koji Clutch, Lotus Lock, Mandible Claw (Purge) i Tilt-a-Whirl Headscissors Takeover.

## Życie prywatne
Na początku 2017 poślubiła wrestlera, Richa Swanna. W grudniu tego samego roku między parą doszło do kłótni. Według świadków Swann miał dopuścić się wobec niej przemocy fizycznej, wobec czego został aresztowany. Zarzuty wobec Swanna zostały odrzucone przez prokuraturę, lecz mimo oczyszczenia zawodnik został zwolniony z WWE w lutym 2018.

## Mistrzostwa i osiągnięcia
- Anarchy Championship Wrestling
  - ACW American Joshi Championship (2x)
  - ACW Queen of Queens Tournament (2014)[75]
  - ACW Queen of Queens Tournament (2019)[75]
- DDT Pro-Wrestling
  - Ironman Heavymetalweight Championship (1x)
- FEST Wrestling
  - FEST Wrestling Championship (1x)
- Girl Fight
  - Girl Fight Championship (1x)
- Impact Wrestling
  - Impact Knockouts World Championship (2x)
- Independent Championship Wrestling
  - ICW Women’s Championship (1x)
- Kaiju Big Battel
  - Kaiju Double Danger Tandem Championship (1x) – z Hell Monkey
- Magnificent Ladies Wrestling
  - MLW Championship (1x)
- Pro Wrestling 2.0
  - PW2.0 Women’s Championship (1x)
- Pro Wrestling Illustrated
  - PWI umieściło ją na 13. miejscu rankingu wrestlerek PWI Top 50 w 2018[77]
- RISE Wrestling
  - RISE Debut of The Year (2018)[78]
- Queens Of Combat
  - Queens of Combat Championship (1x)
- Unify Championship Entertainment
  - Kaimana Women’s Championship (1x)
- Women Superstars United
  - WSU Spirit Championship (1x)
  - WSU King and Queen of the Ring (2017) – z Blackwaterem[75]